# Ə̄
Cette page contient des caractères spéciaux ou non latins. S’ils s’affichent mal (▯, ?, etc.), consultez la page d’aide Unicode.
Ə̄ (minuscule : ə̄), appelé schwa macron, ou Ǝ̄ (minuscule : ǝ̄), appelé E culbuté macron, est un graphème utilisé avec la majuscule ‹ Ə̄ › dans l’écriture de certaines langues camerounaises dont le bangolan, l’esimbi, l’ouldeme et le pinyin, et avec la majuscule ‹ Ǝ̄ › dans l’écriture du shiwa. Il s’agit de la lettre schwa ou E culbuté diacritée d’un macron.

## Utilisation
En langues camerounaises suivant l’Alphabet général des langues camerounaises, ‹ Ə̄, ə̄ › représente un schwa avec un ton moyen. Il ne s’agit d’une lettre à part entière, et elle placée avec le schwa sans accent ou avec un autre accent dans l’ordre alphabétique.
Le ‹ Ǝ̄, ǝ̄ › est généralement utilisée pour représenter la même voyelle que ‹ Ǝ, ǝ › mais le macron indique le ton moyen.

## Représentations informatiques
Le schwa macron et le e culbuté macron peut être représenté avec les caractères Unicode suivants :
- décomposé (latin étendu B, Alphabet phonétique international, diacritiques)[1],[2],[3] :

| formes    | représentations | chaînes de caractères | points de code | descriptions                                          |
| --------- | --------------- | --------------------- | -------------- | ----------------------------------------------------- |
| capitale  | Ə̄               | Ə◌̄                    | U+018F U+0304  | lettre majuscule latine schwa diacritique macron      |
| minuscule | ə̄               | ə◌̄                    | U+0259 U+0304  | lettre minuscule latine schwa diacritique macron      |
| capitale  | Ǝ̄               | Ǝ◌̄                    | U+018E U+0304  | lettre majuscule latine e réfléchi diacritique macron |
| minuscule | ǝ̄               | ǝ◌̄                    | U+01DD U+0304  | lettre minuscule latine e culbuté diacritique macron  |